# آلاله میوه‌کرکی
آلاله میوه‌کرکی (نام علمی: Ranunculus trichocarpus) نام یک گونه از سرده آلاله است. سردهٔ آلاله در ایران ۵۵ گونهٔ علفی یک ساله و چند ساله دارد. آلاله میوه‌کرکی در فلور ایران نوشته پاسا از لاهیجان در فلور ایرانیکا به عنوان گروه مشکوک ذکر شده‌است.